# الدارة (وشحة)

تعديل مصدري - تعديل

الدارة هي إحدى قرى عزلة بنى سعد بمديرية وشحة التابعة لمحافظة حجة، بلغ تعداد سكانها 392 نسمة حسب تعداد اليمن لعام 2004.